# Newtownabbey
Newtownabbey (Baile na Mainistreach in gaelico irlandese) è una città nordirlandese sita alla periferia di Belfast, dalla quale è separata dalla Motorway M2. Al censimento del 2001 la popolazione della sua area urbana era composta di 62 056 abitanti che la rendeva il quarto centro abitato più popolato dell'Irlanda del Nord.
Amministrativamente, dall'aprile 2015, è parte del distretto di Antrim e Newtownabbey.

## Sport
La città è sede di numerose società sportive attive nelle varie discipline di calcio, cricket, hockey, rugby e sport gaelici.
Tra le società più blasonate vi sono il Crusaders Strikers, squadra di calcio femminile che milita nella Concentix Women's Premier League, massimo livello del campionato nordirlandese di categoria, per sei volte Campione dell'Irlanda del Nord e vincitrice di due Irish Women's Cup, e il Mossley Hockey Club, squadra di hockey su prato che vanta nel proprio palmarès una Kirk Cup e due Anderson Cup.

## Amministrazione

### Gemellaggi
Newtonabbey è gemellata con le seguenti città:
- Dorsten
- Rybnik, dal 2003

Inoltre è sister city, indicata nella lista della Sister Cities International, della città statunitense di Gilbert, nello stato federato dell'Arizona.